# Den vita staden (roman)
Den vita staden (finska: Valkoinen kaupunki) är den finske författaren Jorma Ojaharjus mest kända verk. Boken kom ut på finska år 1976 på förlaget Tammi och Nils-Börje Stormboms svenska översättning två år senare på Rabén & Sjögren. Romanen, som skildrar bland annat händelser under finska inbördeskriget i Vasa, är den första delen i Ojaharjus Vasatrilogi. Den vita staden var en av Finlands två kandidater till 1979 års Nordiska rådets litteraturpris. Den andra var Lars Huldéns J.L. Runeberg och hans vänner och priset gick till Ivar Lo-Johanssons verk Pubertet.